# Les Trois Centurions
Pour plus de détails, voir Fiche technique et Distribution.
Les Trois Centurions (I tre centurioni) est un péplum franco-italien réalisé par Roberto Mauri et sorti en 1964.

## Synopsis
Sous l'Empire Romain, un empereur adolescent, Héliogabale, bien que sur le trône, est manipulé par sa mère, qui tient le pouvoir en réalité.

## Fiche technique
- Titre original : I tre centurioni
- Titre français : Les Trois Centurions[1]
- Réalisation : Roberto Mauri
- Scénario : Roberto Mauri, Edoardo Mulargia, Massimo Russo, sur un sujet d'Isabella Piga
- Musique : Aldo Piga
- Décors : Alfredo Montori
- Costumes : Sergio Selli
- Photographie : Vitaliano Natalucci
- Montage : Nella Nannuzzi
- Production : Aldo Piga
- Société(s) de production : CA.PI Film, Radius Productions
- Pays de production :   Italie,  France
- Langue originale : italien
- Genre : péplum, film historique
- Durée : 92 minutes
- Dates de sortie :
  - Italie : 1964
  - France : 15 juin 1966

## Distribution
- Roger Browne : Fabius
- Mimmo Palmara : Massimus
- Mario Novelli (sous le pseudo de Tony Freeman) : Julius
- Lisa Gastoni : Héléne
- Mario Feliciani : Marcus Caius
- Philippe Hersent : Athénophane
- Walter Brandi : Artaxèrxès
- Nerio Bernardi : Adakir
- Véra Valmont :
- Elisa Mainardi :
- Gianni Solaro : Flavius
- Giana Vivaldi
- Valentino Macchi : Clitus
- Alberto Cevenini (it) : Héliogabale
- Gaetano Quartararo : général
- Silvia Maresca